# Dulce pájaro de juventud (obra de teatro)
Dulce pájaro de juventud (Sweet Bird of Youth) es una pieza de teatro del escritor estadounidense Tennessee Williams. La obra se estrenó en 1959.

## Argumento
Ambientada en el Sur de los Estados Unidos, en St.Cloud, Mississippi, la obra recrea, en principio, los vanos intentos del joven Chance Wayne por conquistar a Heavenly, la hija de su jefe. Éste, entendiendo lo poco que el pretendiente puede ofrecer a su hija, la manda a Europa, para alejarla de la situación. Años después, Chance regresa a la ciudad junto a Alexandra Del Lago, una célebre actriz, en plena decadencia, incapaz de asumir los estragos del paso del tiempo.

## Representaciones destacadas
Estrenada en Martin Beck Theatre (Broadway, Nueva York) el 10 de marzo de 1959, con Geraldine Page en el papel de Princesa Kosmonopolis y Paul Newman como Chance Wayne, dirigidos por Elia Kazan y acompañados en el cartel, entre otros, por Diana Hyland (Heavenley), Sidney Blackmer, Bruce Dern, John Napier y Rip Torn. Volvió a representarse en Broadway en 1975 con Irene Worth y Christopher Walken en los principales papeles.
La obra no se estrenó en el West End londinenses hasta 1985, en un montaje de Harold Pinter y Lauren Bacall, Michael Beck, James Grout y David Cunningham encabezando el cartel. Se repuso en 2013, en el Teatro The Old Vic, dirigida por Marianne Elliott e interpretada por Kim Cattrall y Seth Numrich.
Estrenada en España en 1962, en el Teatro Eslava de Madrid, con adaptación de Antonio de Cabo, dirección de Luis Escobar, escenografía de Emilio Burgos e interpretación de Amelia de la Torre y Arturo Fernández. Volvió a los escenarios españoles en 2001, adaptada por José Luis Miranda, con dirección de Alfonso Zurro e interpretada por Analía Gadé (Princesa), Pep Munné (Chance Wayne), Gorgonio Edu Abaga (Staff), Lola Cordón (Tía Nonnie), Francisco Lahoz (Tom Junior), Francisco Piquer (Jefe Finley), Luisa Fernanda Gaona (Lucy), Alejandro Navamuel, Pedro Casado y Juan Antonio Molina.
La pieza fue traducida al francés en 1971 por Françoise Sagan (Doux oiseau de jeunesse), que la puso en escena en el Théâtre de l’Atelier de París, con Edwige Feuillère (Alexandra), Bernard Fresson (Chance Wayne), Bekate Meyong (Fly, Charles), Daniel Sarky (Docteur Scudder), Jacques Monod (Boss Finley), Patrick Messe (Tom Finley) y la canción homónima, igualmente escrita por Sagan e interpretada por Juliette Gréco. La capital francesa volvió a albergar la obra, en nueva traducción, esta vez en el Théâtre de La Madeleine en 2005, dirigida por Philippe Adrien e interpretada por Claudia Cardinale, Christophe Reymond, Bernard Verley, Véronique Baylaucq, Arnaud Carbonnier, Frédéric Gélard, Peter King, Maxime Lefrançois, François Raffenaud y Delphine Serina.
En Italia se tituló La dolce ala della giovinezza y fue puesta en escena en 1989 por Giuseppe Patroni Griffi en traducción de Masolino d'Amico y con la interpretación de Rossella Falk, Lino Capolicchio y Mascia Musy.
La versión griega, de 1980, fue interpretada por quien luego sería ministra del Gobierno, la actriz Melína Merkoúri.

## Adaptaciones
La versión cinematográfica de título homónimo fue dirigida en 1962 por Richard Brooks y protagonizada por Page y Newman que ya habían encabezado el cartel del estreno en los escenarios.
En 1989 se rodó una versión para televisión, interpretada por Elizabeth Taylor, Mark Harmon y Valerie Perrine.
También Televisión española ofreció una adaptación para la pequeña pantalla en una emisión de 1974 de Noche de teatro, con actuación de Arturo Fernández y Amelia de la Torre, que ya habían interpretado la obra en los escenarios, y en esta ocasión estuvieron acompañados por Daniel Dicenta, Álvaro de Luna, Pedro Osinaga, Cándida Losada y Elisa Ramírez.

## Premios
- Premio Pulitzer de Teatro.